# Фейт, Симон
Симон Фейт (нем. Simon Veit; 25 мая 1754, Бранденбург — 1 октября 1819, Берлин) — немецкий торговец и банкир еврейского происхождения, первый муж писательницы Доротеи Шлегель, старшей дочери философа Мозеса Мендельсона.

## Биография
Симон Фейт родился 25 мая 1754 года в Бранденбурге. Отец Фейта, Иуда Фейт (1710—1786) был торговцем шерстью и основателем банка. Дед Фейта по отцовской линии был сельским раввином Курхессии в Витценхаузене, а дед Фейта по материнской линии был основателем первой бархатной фабрики в Пруссии, у Симона Фейта было несколько братьев и сестёр, в том числе Йозеф Фейт (1745—1831), Саломон Фейт (1751—1827) и Дэвид Фейт (1753—1835).
В 1778 году Симон Фейт и Брендель Мендельсон обручились и поженились в 1783 году. Брендель родила ему четверых детей, но только из них выжило двое сыновей: Иоганнес (1790—1854) и Филипп (1793—1877), оба перешедшие в католицизм и прославшиеся как художники. После шестнадцати несчастливых лет в 1799 году Фейт и Мендельсон развелись. Он остался дома со своим сыном Иоганнесом, в то время, как Филипп уехал со своей матерью. Его бывшая жена после развода вышла замуж за философа Фридриха Шлегеля.
Фейт никогда не обращался в христианство, ещё он оказывал финансовую поддержку своей бывшей жене и сыновья столько, сколько это было необходимо. Симон Фейт был членом биржевой корпорации, выступал за реорганизацию еврейского богослужения в соответствии с планами, предложёнными Давидом Фридлендером, и вносил вклад в благотворительные общество, как для еврейской, так и для нееврейской бедноты. После смерти Мозеса Мендельсона Фейт был советником и помощником его вдовы Фромет.
Симон Фейт умер 1 октября 1819 года в Берлине в возрасте 65 лет.

## Семья
Симон Фейт был женат на писательнице и литературном деятеле Брендель Мендельсон, также известной как Доротея Шлегель (1764—1839), старшей дочери философа Мозеса Мендельсона (1729—1786) и его жены Фромет Мендельсон, урождённой Гугенхайм (1737—1812). В браке у них было четверо детей, двое из которых выжили и стали знаменитыми художниками.
- Иоганнес Фейт (1790—1854) — художник и график.
- Филипп Фейт (1793—1877) — художник и график.